# George Berkeley, I conte di Berkeley
George Berkeley, 1º Conte Berkeley (1628 – 1698), è stato un politico inglese.
Membro del Consiglio per le Colonie dal 1661, fu dal 1680 governatore della Levant Company. Nobilitato nel 1679, nel 1688 fu membro del governo costituitosi dopo la Gloriosa Rivoluzione.